# Правило взаимного обмена
Правило взаимного обмена (англ. norm of reciprocity) — это один из видов социальных норм, который заключается в том, что, если человеку была оказана услуга, то он чувствует себя обязанным «отплатить той же монетой», то есть сделать что-то ради того, кто ему чем-то помог. Иными словами, если другие делают что-то хорошее для человека, то он будет чувствовать себя крайне некомфортно от мысли, что он не оказал ответную услугу.

## История

### Эксперимент Кунца и Вулкотта
В 1976 году социологи Филипп Кунц и Майкл Вулкотт провели эксперимент, в ходе которого они послали рождественские открытки 578 случайно выбранным ими незнакомым людям, адреса которых они нашли в справочнике города Чикаго. Отправленные послания были разными: кто-то получил дорогую, качественную открытку со стихами и красивыми зимними пейзажами, а кто-то — простые белые карточки с написанной от руки маркером фразой «Счастливого Рождества». Некоторые открытки были подписаны от имени «доктора и миссис Кунц», а другие — от «Фила и Джойс». Но, какую открытку люди бы ни получили, одно оставалось неизменным: на посланиях был написан четкий обратный адрес с именами двух людей, которых получатели открыток никогда в своей жизни не встречали.
В результате 6 из 578 незнакомцев ответили на открытки, прямо спросив доктора Кунца, кто он такой и откуда он их знает. Ещё одна семья заявила, что заявит в полицию с жалобами на незнакомых им Фила и Джойс, которые по непонятным причинам решили написать им и многим другим людям в Чикаго. Эксперимент поднял так много шума в округе, что местная радиостанция в своем эфире раскрыла его суть, таким образом помешав ученым установить изначальные мотивы отправления людьми ответных писем.
Однако до того, как это случилось, 117 адресатов (то есть 20 % от общего числа) уже послали ответные открытки Кунцу и Вулкотту. Некоторые из них отправили стандартные рождественские открытки, другие — фото их детей и животных, а кто-то — письма на нескольких страницах о том, что случилось в их жизни за последние несколько лет. Несмотря на то, что они никогда в жизни не видели Филиппа Кунца, от имени которого получили открытки, 20 % адресатов почувствовали необходимость ответить на них.
Данный эксперимент часто используется как яркий пример правила взаимного обмена, несмотря на то, что сами авторы никогда не использовали этот термин в описании своего исследования. Изначальной целью эксперимента было изучение факторов, которые влияют на количество ответных посланий: ученые выяснили, что люди гораздо более склонны отвечать на качественно сделанные открытки (30 % послали открытки в ответ на карточки высокого качества и только 15 % — на низкокачественные), а также людям с более высоким социальным статусом (26 % отправили открытки доктору и миссис Кунц, в то время как только 15 % ответили Филу и Джойс). Однако для того, чтобы провести этот эксперимент, Кунц и Вулкотт ещё в самом начале выдвинули гипотезу (которая впоследствии оказалась верной) о том, что люди чувствуют себя обязанными ответить на рождественские открытки от незнакомцев, что и легло в основу понятия правила взаимного обмена.

### Эксперимент Ригана
Похожее исследование было проведено профессором Корнельского университета Деннисом Риганом несколькими годами ранее — в 1971 году. В ходе эксперимента его участники должны были оценить картины, во время чего их сопровождал специальный сотрудник, который затем выходил на несколько минут и возвращался с двумя баночками кока-колы, сказав при этом, что одну он купил для себя, а другую — для участника эксперимента. Так было в одной половине случаев, в другой же сопровождающий не делился колой с участниками.
Когда все картины были оценены, сопровождающий говорил участнику, что он продает лотерейные билеты, главный приз которых — автомобиль, и что тот, кто продаст наибольшее число билетов, может выиграть 50 долларов. Затем он спрашивал участника эксперимента, не хочет ли он купить несколько билетов, уверяя его, что даже небольшое количество очень поможет ему выиграть.
В результате этого эксперимента участники, которым давали бесплатную колу, покупали в два раза больше лотерейных билетов, чем те, кто не получал напиток в начале. Таким образом, Риган сделал вывод о том, что правило взаимного обмена работает на практике, и, что важно, использовал данный термин (norm of reciprocity) в своей работе.

### Эксперимент с мятными конфетами
В ходе другого эксперимента, проведенного группой американских исследователей (Строхметц, Ринд, Фишер, Линн), ученые выяснили, что официанты получали большие чаевые, если угощали гостей дополнительными мятными конфетами, когда выносили им счет. Во время исследования гости ресторана были поделены на три фокусные группы:
- Первая получала по одной мятной конфете от официанта, который ничего не говорил про эти угощения, в результате чего чаевые увеличились примерно на 3 %.
- Вторая группа получала по две конфеты, и при этом официант говорил им: «Кто-нибудь хочет мятные конфеты напоследок?» В этой группе чаевые увеличились на 14 %.
- В третьей группе гости сначала получали счет с несколькими конфетами. Через пару минут официант возвращался с дополнительными конфетами и говорил гостям, что специально для них он может принести ещё несколько, если они пожелают. В третьей группе чаевые увеличились на 21 %.

Исследователи сделали вывод, что резкое увеличение чаевых в третьей фокусной группе было связано с эффектом «персонализации». Гости были приятно удивлены, что официант оказывает им дополнительную услугу, хотя он совсем не обязан был это делать. В данном исследовании ученые использовали термин «norm of reciprocity», как и Риган.

## Позитивные и негативные аспекты
Ученые считают, что правило взаимного обмена работает в двух направлениях. С одной стороны, позитивный аспект представляет собой «укоренившиеся обязательства, происходящие от обмена благами или услугами между людьми. Получатель чувствует себя обязанным человеку, пока он не окажет ему ответную услугу». В этой связи, оказывая другим людям услугу, человек гарантирует, что они смогут получить её и в дальнейшем, если будут в этом нуждаться, а также обеспечивает себя своеобразной «страховкой» на тот случай, если ему будет необходима помощь, ведь люди, которым он однажды помог, будут более склонны оказать ему взаимную услугу, чем остальные. Таким образом, позитивный аспект правила взаимного обмена содействует сохранению стабильности общества, так как, пока ответная услуга не оказана, человек вынужден поддерживать хорошие отношения с тем, кто ему чем-то помог.
В то же время, правило взаимного обмена работает и в обратном направлении. «Негативный аспект взаимности представляет собой средства, которые люди используют, чтобы ответить на неблагосклонное отношение к ним, и функционирует для сохранения баланса в социальных системах». Таким образом, если кто-то обошелся с человеком плохо, не выполнил обещание, не сдержал слово и т. п., то человек чувствует себя обязанным ответить своему обидчику тем же, то есть оказать ответную негативную услугу.
Оба аспекта правила взаимного обмена используются людьми для сохранения баланса человечества[ненаучное понятие]. «Соответственно, и позитивные, и негативные аспекты взаимности являются как стартовыми механизмами, так и стабилизрующими функциями, так как они помогают создать и поддерживать справедливый межличностный взаимообмен в человеческой эволюции». 
В противовес правилу взаимного обмена в психологии существует эффект Бенджамина Франклина.

## В религии и морали
Все основные этические и религиозные традиции содержат правило взаимного обмена в качестве главного принципа морального поведения: от Иисуса Христа («Как хотите, чтобы с вами поступали люди, так и вы поступайте с ними так же») до Конфуция («Не делай человеку того, чего не желаешь себе»). Моральный характер правила взаимного обмена внушает осознание того, что оно является скорее императивной нормой, чем личным выбором, и отказ от него вызывает угрызения совести и чувство вины.

## В эволюционной психологии
Эволюционная психология использует правило взаимного обмена для объяснения альтруизма, делая акцент на наших ожиданиях того, что «помощь другим повысит вероятность того, что они помогут нам в будущем». Основанием для этого служит человеческое желание совершать добрые поступки в ответ и сотрудничать для выживания, что и позволило человеческому роду сохраниться во враждебном мире. Таким образом, правило взаимного обмена ценно для выживания.